# (25871) 2000 LZ26
(25871) 2000 LZ26 est un astéroïde de la ceinture principale d'astéroïdes découvert en 2000.

## Description
(25871) 2000 LZ26 a été découvert le 11 juin 2000 à Valinhos (Brésil) par Paulo R. Holvorcem.

### Caractéristiques orbitales
L'orbite de cet astéroïde est caractérisée par un demi-grand axe de 2,63 UA, un périhélie de 2,32 UA, une excentricité de 0,12 et une inclinaison de 12,06° par rapport à l'écliptique. Du fait de ces caractéristiques, à savoir un demi-grand axe compris entre 2 et 3,2 UA et un périhélie supérieur à 1,666 UA, il est classé, selon la JPL Small-Body Database, comme objet de la ceinture principale d'astéroïdes.

### Caractéristiques physiques
(25871) 2000 LZ26 a une magnitude absolue (H) de 13,1 et un albédo estimé à 0,231.